# Lancia Kappa 1
La Lancia Kappa 35 HP fut le premier modèle automobile réalisé par le constructeur italien Lancia après la fin de la Première Guerre mondiale. Ce modèle, lancé en 1919, disposait d'un moteur à quatre cylindres semblable à celui qui était monté sur sa devancière, la Theta 35 HP, disposant d'un puissance de 70 HP : la voiture était très rapide, elle dépassait les 125 km/h.
La Kappa était caractérisée par trois innovations importantes : le moteur avec culasses séparées (au lieu d'être coulées avec le bloc support des cylindres), la commande de la boîte de vitesses était placée au centre (entre les deux sièges avant) et le remplacement des roues en bois par des jantes en acier ou à rayons.
La Kappa restera en fabrication de 1919 à 1922. Sa production atteindra 1 810 exemplaires et restera le modèle de référence de la marque turinoise jusqu'en 1923 lorsque la Lambda fera son apparition.

## Caractéristiques techniques
- Période de fabrication : 1919 - 1922.
- Moteur : Tipo 64 ; moteur placé longitudinalement à l'avant, quatre cylindres en ligne monobloc, alésage 110 mm, course 130 mm, cylindrée 4 941,72 cm3, culasse démontable, bloc en alliage d'aluminium, distribution par soupapes latérales (deux soupapes par cylindre) commandées par un arbre à cames latéral (dans le bloc) ; arbre moteur sur trois paliers ; taux de compression 5,2:1, puissance maxi 70 ch à 2 200 tr/min ; alimentation par pompe et carburateur monocorps horizontal Zenith 42 HA (ou 48 HA); allumage à magnéto à haute tension avec avance réglable manuellement ; lubrification forcée ; capacité du circuit de lubrification 10 L ; refroidissement par liquide, circulation forcée, radiateur en tubes à ailettes, ventilateur mécanique.
- Installation électrique : 6 V, dynamo 12,5 W, batterie 120 Ah.
- Transmission : arbre et cardans, traction sur les roues arrière ; embrayage multidisque à sec (neuf couples de disques) ; boîte de vitesses en alliage d'aluminium à quatre rapports plus marche arrière, levier central ; rapports de boîte : 4,651:1 en 1re, 2,326:1 en 2de, 1,550:1 en 3e, prise directe (1:1) en 4e, 3,521:1 en marche arrière ; rapport de réduction final (engrenages coniques) 3,0625:1 (16/49), ou en option 3,467:1 (15/52).
- Suspensions : essieux rigides avant et arrière avec lames longitudinales semi-elliptiques.
- Freins : frein mécanique au pied agissant sur la transmission et frein à main mécanique sur les roues arrière.
- Roues et pneumatiques : jantes en acier (en option à rayons) ; pneumatiques 820 x 120 ou 895 x 135.
- Direction : position de conduite à droite (conformément au code italien de l'époque même si on roulait à droite) ; direction à vis.
- Réservoir d'essence : capacité 90 L.
- Châssis : en acier, longerons et traverses ; empattement 338,8 cm, voies avant et arrière 133 cm ; longueur du châssis 466 cm, largeur du châssis 161,5 cm ; poids du châssis en ordre de marche 1 085 kg.
- Prestations : vitesse maxi 125 km/h (27 km/h en 1re, 54 en 2de, 81 en 3e, 125 en 4e).
- Prix : version carrosserie torpédo : 78 000 lires.
- Numérotation des châssis : du no 6001 au no 7810 (soit 1 810 exemplaires fabriqués).

## Lancia DiKappa
En 1921, Lancia lança le modèle Dikappa qui était la version sportive de la Kappa. Elle différait de la Kappa par son moteur dont la distribution n'était plus avec des soupapes latérales mais inaugurait le système des soupapes en tête qui procurait une forte augmentation de la puissance passant de 70 à 87 HP pour une même cylindrée. La vitesse maximale passa de 125 à 130 km/h.
La Dikappa ne restera en production que quelques mois, non pas qu'elle ne connut pas de succès mais parce que dès le début d'année 1922, Vincenzo Lancia, pour faire patienter ses clients en attentant de mener à terme les essais et la mise au point de la future Lambda, décida de commercialiser sa première voiture avec un moteur avec des cylindres disposés en V, la Trikappa.
La production de la Dikappa durant les quelques mois sera de 160 exemplaires au total dont 129 en 1921 et 31 durant le premier trimestre 1922, avant l'arrivée de la Trikappa.